# Elacatinus zebrellus
Elacatinus zebrellus es una especie de peces de la familia de los Gobiidae en el orden de los Perciformes.

## Distribución geográfica
Se encuentra en Venezuela y la Isla de Trinidad.

## Observaciones
Es inofensivo para los humanos.